# Henri Deluy
Henri Deluy, né le 25 avril 1931 à Marseille où il meurt le 20 juillet 2021, est un poète français.

## Biographie
À 13 ans, Henri Deluy écrit déjà quelques poèmes lorsqu'il apprend que Blaise Cendrars vit près de chez lui, à Aix-en-Provence. Il lui envoie des textes et le poète lui répond en corrigeant ses fautes d'orthographe. Nait alors une grande affection du poète pour Cendrars qui le conseille et l'encourage dans ses premières écritures poétiques.
À 18 ans, Henri Deluy interrompt ses études et part pour l'Angleterre en auto-stop où il travaille dans un « potatoes camp. » À la suite des rencontres qu'il y fait, il décide de partir en Suède, toujours en stop. Il rencontre en chemin, aux Pays-Bas, sa première épouse, Ans van Soesbergen, qui lui fait découvrir toute une génération de poètes contemporains tels que Bert Schierbeek, Lucebert et Adriaan Roland Holst, qu'il traduira et qui auront une influence notable sur son écriture, ainsi que des membres du groupe Cobra.
Il se rapproche ensuite des Cahiers du Sud (revue fondée par Marcel Pagnol). Il y fait la connaissance de Gérald Neveu qui vient de créer la revue Action poétique, dans laquelle il s'investit et dont il devient le directeur à partir de 1958, et ce pendant plus de 50 ans. Bien plus tard il entrera aussi au comité de rédaction de la Revue IF.
À 24 ans, il reprend ses études et devient instituteur puis journaliste à La Marseillaise. Militant du Parti communiste français, il est notamment engagé contre la guerre d'Algérie et participe aux manifestations à Marseille. Dans les années 1960, l’Union des Écrivains Tchécoslovaques fait appel à de jeunes écrivains et poètes étrangers, afin que la culture tchèque dépasse les frontières du pays. Henri Deluy saisit l’occasion et part y vivre pendant trois ans et demi (de 1964 à 1968), il fait alors partie de l’Union des écrivains.
Mais son intérêt pour la poésie ne s'arrête pas aux revues et à l'écriture de ses propres textes ; il consacre une partie de ses activités à traduire ou retravailler le texte français d'auteurs étrangers notamment néerlandais, russes, espagnols, ou tchèques.
La poésie latino-américaine a également une grande importance pour Henri Deluy. Ainsi, Juan Gelman, qui vit en Argentine pendant la dictature militaire, est pour lui le plus grand poète d’Amérique du Sud. De plus, Juan Gelman écrit des textes de tango.
Or, Henri Deluy « adore le tango ».
De 1968 à 1990, il est conservateur de la bibliothèque municipale d'Ivry-sur-Seine. Il fonde la Biennale internationale des poètes en Val-de-Marne qu'il dirige jusqu'en 2005, laissant alors sa place à Jean-Pierre Balpe. L’objectif de la Biennale est d’élargir le public de la  poésie au moyen d'un festival qui permettrait surtout l’échange entre différents poètes venus du monde entier.

## Influences
Si l’activisme politique  est très important pour lui, Henri Deluy ne considère pas que la poésie ait le devoir d’être engagée. « Dire qu’un poète écrit ce qu’il veut, c’est faux. Il écrit ce qu’il peut. Mais il écrit avec ce qu’il est. ». Pourtant, « Il y a des périodes où les poètes sont immergés dans une 
telle situation qu’ils ne peuvent pas ne pas écrire en tenant compte de leur environnement social ».
Porté par ses idées, il voyage en Europe de l’Est. Les rencontres qu’il y fait jouent un grand rôle dans sa formation. Parmi les poètes français qui l’inspirent et le fascinent, on compte Aragon, André Breton ou Benjamin Peret. Mais il y a aussi les poètes découverts à travers un autre pays comme Maïakovski, poète et dramaturge de la génération futuriste russe. Ce n’est pas seulement la poésie qui déteint sur lui, mais le « climat d’une poésie ». En Tchécoslovaquie, il vit le Printemps de Prague.
En URSS : « Quand il y avait un soviétique qui crachait par terre, je me disais comme il crache bien ». Pourtant, il est lucide sur les erreurs du communisme soviétique : « Nous vivions dans la dénégation. Comment vouliez-vous que nous croyions le Figaro quand il parlait des crimes du stalinisme, alors qu’il soutenait les exactions de l’armée française en Algérie ? Mais il arrive un moment où on ne peut plus, où ce n’est plus possible. »
En 2012 parait le dernier numéro de la revue Action Poétique, le numéro 207-210, contenant l'intégrale sur CD des numéros de la revue, abritée aujourd'hui par le site consacré à Henri deluy :  henrideluy.net

## Publications

### Poésie
- Images, Éditions de La Revue Moderne, 1948.
- Nécessité vertu, 1957.
- For Intérieur, Action Poétique, 1962.
- L'amour privé, Action Poétique, 1963.
- L'Infraction, Seghers, 1974.
- Marseille, capitale Ivry, l'Humanité, 1977.
- La psychanalyse mère et chienne (avec Élisabeth Roudinesco), 10/18, 1979.
- L ou T'aimer, Orange Export Ltd, 1980.
- Les Mille, Seghers, 1980.
- Peinture pour Raquel, Orange Export Ltd, 1983.
- La Substitution, La Répétition, 1983.
- Poètes néerlandais des années cinquante, Action Poétique 91, 1983.
- Première version la bouche (gravures sur bois et eau-forte de Frédéric Deluy), ENSAD, 1984.
- Vingt-quatre heures d'amour en juillet, puis en août, Ipomée, 1987.
- Le temps longtemps (gravures de Frédéric Deluy), Édit.Parcelle(s), ENSAD, 1988.
- Le temps longtemps, Messidor, 1990.
- Premières suites, Flammarion, 1991.
- La Répétition, autrement la différence, fourbis, 1992.
- L'Amour charnel, Flammarion, 1994.
- Da Capo, Flammarion, 1998.
- Pronom Personnel, Phi / Écrits des forges, 1998.
- Je ne suis pas une prostituée, j’espère le devenir, Flammarion, 2002.
- À l'étrangère, éditions Virgile, 2006.
- Les Arbres noirs, Flammarion, 2006.
- Au blanc de neige, Éditions Virgile, 2007.
- Stripboek, Ink, 2009.
- Manger la mer, bouillabaisses et soupes de la mer autour du monde, Al Dante, 2011.
- L'heure dite, Flammarion, 2011.
- Imprévisible passé, Le Temps des Cerises, 2012[2].
- Action Cuisine, Al Dante, 2014.
- Kérosène Kitsch, Flammarion, 2017.

### Traductions
- Adriaan Roland Holst, Par-delà les chemins (traduit du néerlandais par Ans van Soesbergen et Henri Deluy, Dolf Verspoor), Seghers, 1954.
- Dix-sept poètes de la RDA (traduit de l'allemand avec Paul Wiens, Andrée Barret, Jean-Paul Barbe, Alain Lance, Lionel Richard), Pierre Jean Oswald, 1967.
- Laco Novomesky, Villa Tereza et autres poèmes (traduit du slovaque avec François Kerel, présentation), Pierre Jean Oswald, 1969.
- Prague poésie Front gauche, Change no 10 (traduit du tchèque et du slovaque, en collaboration), Seghers-Laffont, 1972.
- Jaroslav Seifert, Sonnets de Prague (traduit du tchèque), in Action poétique/Change, 1979, réédition augmentée, Seghers, 1985.
- Fernando Pessoa, 154 quatrains (traduit du portugais), Unes, 1986.
- Martim Codax, Les sept chants d'ami (traduit du galégo-portugais), gravures de Marc Charpin, Éditions Royaumont, 1987.
- Fernando Pessoa, Quatrains complets (traduits du portugais, présentation), Unes, 1988.
- Quatre poètes soviétiques (traduit du russe avec Charles Dobzynski, Hélène Henry, Léon Robel, présentation), Éditions Royaumont, 1989.
- Alexandre Tvardovsky, De par les droits de la mémoire (texte français, présentation), Messidor, 1989.
- Bert Schhierbeek, La Porte (traduit du néerlandais), Fourbis, 1991.
- Marina Tsvetaieva, L'Offense Lyrique (texte français), Fourbis, 1992.
- Yolanda Pantin, Les bas sentiments (texte français), Fourbis, 1992.
- Marina Tsvetaieva (avec Liliane Giraudon), La Main Courante, 1992.
- Adilia Lopes, Maria Cristina Martins (traduit du portugais), Fourbis, 1993.
- Constantin Cavafy, Poèmes (texte français), Fourbis, 1993.
- Marina Tsvetaieva / Sophia Parnok, Sans lui, (texte français), Fourbis, 1994.
- Je ne suis pas un autre, in Memoriam Georges Bataille, Fourbis, 1994.
- Saul Yurkievich, Embuscade (traduit avec l'auteur), Fourbis, 1996.
- Fernando Pessoa, Poèmes (traduction du portugais), Fourbis, 1997.
- Reina Maria Rodriguez, Comme un oiseau étrange qui vient du ciel (traduit de l'espagnol, Cuba), Fourbis, 1998.
- Marina Tsvetaieva, L'Offense lyrique et autres poèmes, Farrago, 2004.
- Lucebert, Apocryphe (traduit du néerlandais avec Kim Andringa), Le Bleu du Ciel, 2005.
- Vladimir Maïakovski, De ça (1923), ouverture, traduction et notes, Inventaire/Invention, 2008.
- Vladimir Maïakovski, L'amour, la poésie, la révolution, choix, traductions et présentations, Illustrations d'Alexandre Rodtchenko, Le Temps des Cerises, 2011, traduction qui remporte une Mention Spéciale au Prix Russophonie 2012
- Ossip Mandelstam, Voronej, Choix suivi de Sur Staline, éditions Al Dante, 2014.
- Anna Akhmatova, Le Requiem & autres poèmes choisis, éditions Al Dante, 2015
- Herman Gorter, Ce que tu es (traduction du néerlandais Henri et Saskia Deluy), Al Dante, 2016.

### Direction d'anthologies
- L'Anthologie arbitraire d'une nouvelle poésie. 1960-1982. Trente poètes, Flammarion, 1983.
- Troubadours galégo-portugais, une anthologie, POL, 1987.
- Tango, une anthologie (traduit de l'espagnol avec Saúl Yurkievich, présentation finale), POL, 1988.
- Poésie en France, 1983-1988, une anthologie critique, Flammarion, 1989.
- Une autre anthologie, Fourbis, 1992.
- Poésies en France depuis 1960, 29 femmes, une anthologie, Stock, 1994.
- Une anthologie de circonstance, Fourbis, 1994.
- Une anthologie immédiate, Fourbis, 1996.
- Noir sur blanc, une anthologie, Fourbis, 1998.
- L'Anthologie 2000, Farrago, 2000.
- Une anthologie de rencontres, Farrago, 2002.
- Autres territoires, une anthologie, Farrago, 2003.
- Potlatch[es], une anthologie, Farrago, 2004.
- Poètes du tango, Gallimard, 2006.
- En tous lieux nulle part ici, une anthologie, Le Bleu du Ciel, 2006.
- Poètes néerlandais de la modernité, (avec Erik Lindner, Anna Maria van Soesbergen, Saskia Deluy, Daniel Cunin, Kiki Coumans, Kim Andringa, Liliane Giraudon, Eric Suchère, Saskia de Jong, Le Temps des Cerises, 2011.

### Présentations
- Serge Trétiakov, Dans le front gauche de l'Art (présentation), Maspero, 1977.
- A. Bogdanov, La science, l'art et la classe ouvrière (avec Dominique Lecourt et Blanche Grinbaum, présentation), Maspero, 1977.
- Youri Tynianov, Le Vers lui-même (avec Léon Robel et Yvan Mignot, présentation), 10/18, 1977.

## Pour approfondir